# Petplay
| Dieser Artikel wurde aufgrund von inhaltlichen Mängeln auf der Qualitätssicherungsseite der Redaktion Sexualität eingetragen. Dies geschieht, um die Qualität der Artikel aus dem Themengebiet Sexualität auf ein akzeptables Niveau zu bringen. Hilf mit, die inhaltlichen Mängel dieses Artikels zu beseitigen, und beteilige dich an der Diskussion. |

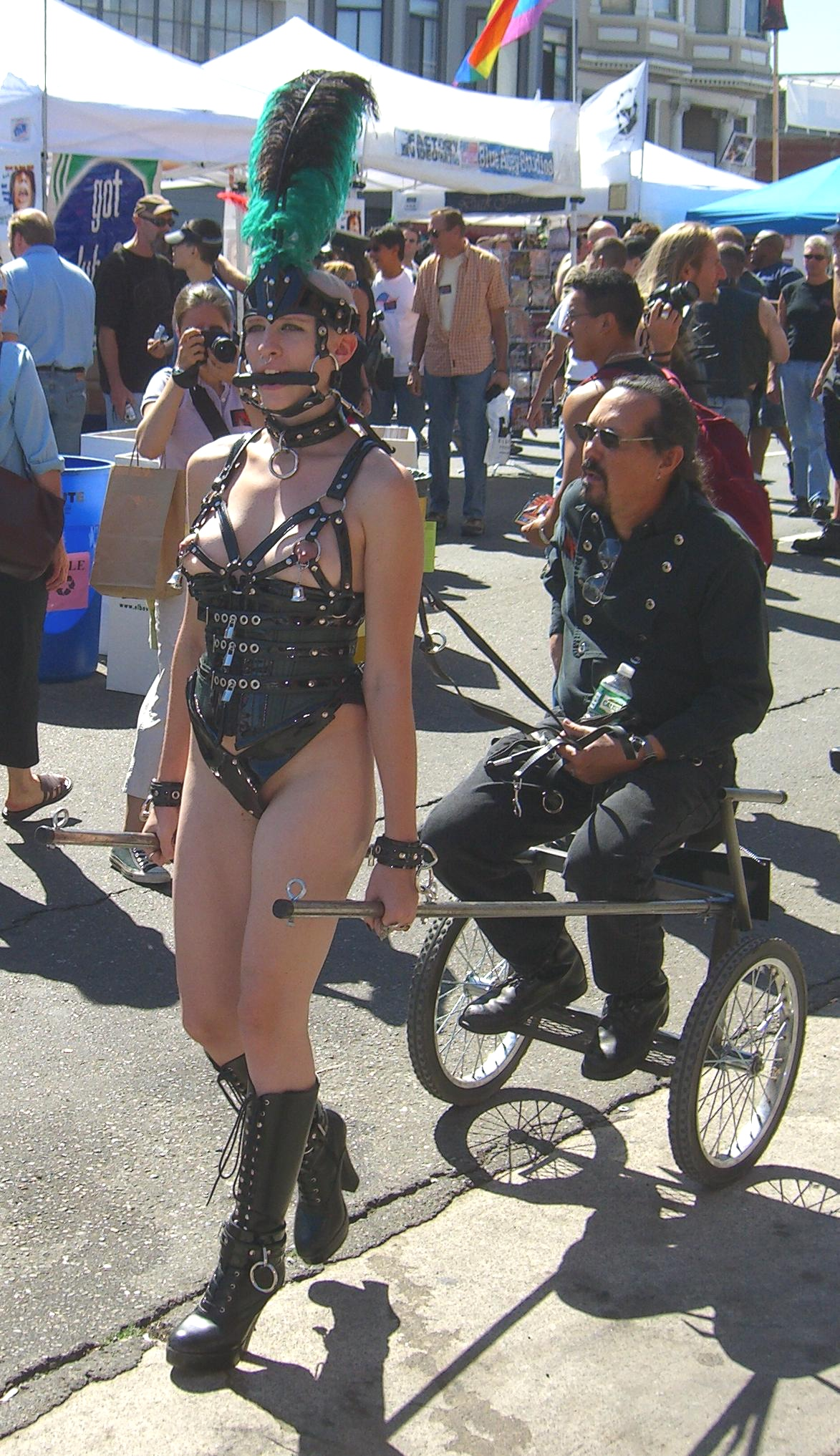
Pony-Girl vor einem Wagen: Petplay auf der Folsom Parade 2005

Unter Petplay (engl. Pet = (Haus-)Tier, play = Spiel), Animal Play (engl. Animal = Tier) oder auch Zoomimik versteht man ein erotisches Rollenspiel, bei dem mindestens ein Partner die Rolle eines Tieres spielt. Üblicherweise wird das Petplay zu den Sexualpraktiken des BDSM gezählt. Klassische Elemente des BDSM, beispielsweise Machtgefälle, Unterwerfung, sexuell stimulierende Erniedrigung und sadomasochistische Praktiken können Bestandteil des Spieles sein. Diese Rollenspiele finden grundsätzlich zwischen einvernehmlichen Partnern statt (vgl. SSC). Nicht zum Petplay gehört der sexuelle Umgang mit echten Tieren, was als Sodomie oder Zoophilie bezeichnet wird. Nicht dazu zählen die sogenannten Furries, bei denen zwar anthropomorphe Tiere im Mittelpunkt stehen, allerdings nicht zwangsläufig in einem sexuellen Kontext.

## Sexuelles Tierrollenspiel – Petplay

### Ausübung und Verbreitung
Für etliche Petplayer ist das Rollenspiel nur eine Ergänzung ihrer sonstigen Praktiken aus dem BDSM-Bereich und wird wie viele Bereiche des BDSM vor allem über das Internet diskutiert. Es gibt einige Communitys speziell für diese Spielart, aber auch etliche allgemeine BDSM-Foren und Communitys haben Bereiche oder Angebote für Petplayer. In den letzten Jahren sind auch im deutschsprachigen Raum vereinzelt Stammtische nur für Petplayer entstanden, in anderen Ländern gibt es diese ebenfalls. Ausgeübt wird diese Praktik überwiegend in vor der Öffentlichkeit geschützten Bereichen, beispielsweise zuhause oder in speziellen für Petplayer geeigneten mietbaren Räumlichkeiten (Ställe, Freiflächen). Dominas bieten in ihren Studios, je nach ihrer Ausrichtung, ebenfalls die Möglichkeit zum Petplay an.
Durch die vielfache Verbindung mit anderen Spielarten des BDSM ist das Petplay insgesamt eine bekannte und weitgehend akzeptierte Spielart innerhalb der BDSM-Szene, während bestimmte Varianten, vor allem die Schlachtungsfantasien aus dem Pigplay (engl. Pig = Schwein), zumeist auch innerhalb der Szene auf Unverständnis und heftige Kritik stoßen. Innerhalb der Szene wird auch darauf hingewiesen, dass Lebensbeziehungen, die den Rollenbildern des Petplay unterworfen sind, sorgfältig auf Merkmale einer destruktiven Beziehung hin beobachtet werden sollten.
Neben dem Rollenwechsel von Mensch zu Tier ist es möglich, dass der Rollenspieler während des Spiels auch ein anderes als sein biologisches Geschlecht annimmt (vgl. Genderplay); obwohl keine Rollenwechsel hin zum entgegengesetzten Geschlecht beschrieben sind, gibt es in der erotischen Literatur die Eigenbeschreibung des Petplayers als ein neutrales, nicht einem Geschlecht zugehöriges „Es“. Innerhalb der Tierrolle ein anderes Alter anzunehmen (vgl. Ageplay), ist üblich; besonders die Rolle des Hundewelpen (engl. Puppy Play) kommt so häufig vor, dass dieser Begriff oft synonym zu Dogplay (engl.: Dog = Hund) verwendet wird.

### Motive

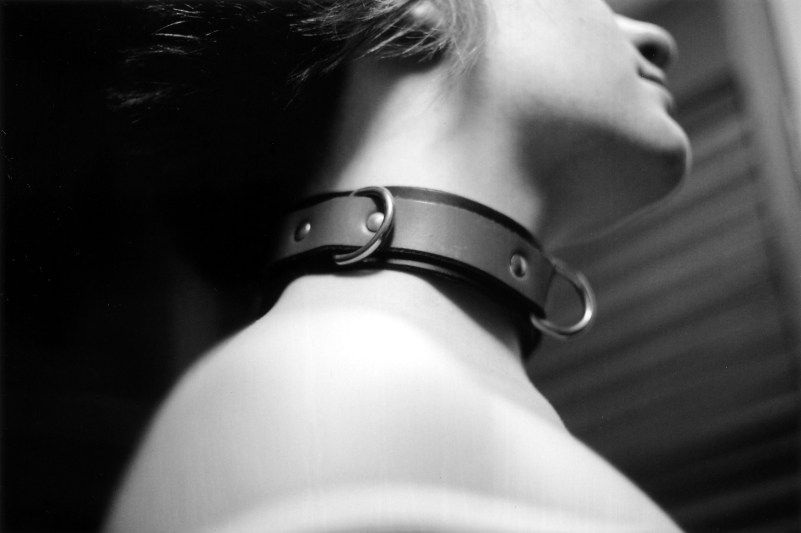
Halsband: Bekanntes Symbol im Petplay und BDSM

Neben dem Wunsch nach einem Machtgefälle innerhalb der sexuellen Beziehung zum Partner (vgl. D/s) geht es beim Petplay für den devoten Partner (Bottom) häufig darum, menschliche Verhaltensweisen für eine begrenzte Zeit ablegen zu können, um neue und andere Verhaltensweisen auszuleben, also beispielsweise dem dominanten Mitspieler (Top) gehorchen und ohne Sprache auskommen zu müssen. Devote Petplayer beschreiben gelegentlich, dass sie ihre Rolle nach den dem jeweiligen Tier zugeschriebenen Eigenschaften wählen, zum Beispiel Treue des Hundes, Gelehrigkeit des Ponys etc., und dabei ein Tier auswählen, dessen Charakter ihnen selbst am meisten entspricht. Die Tierrolle selbst ist meist die passive, kontrollierte Rolle, das aktive Gegenüber übernimmt meist die entscheidende und kontrollierende Rolle. Während in der Tierrolle die Verantwortung für das Verhalten weitgehend an den Top abgegeben werden kann, ist es möglich, dass der Top seine eigene Befriedigung neben der Kontrolle seines Gegenübers auch aus der Verhaltensbeeinflussung etwa über die „Dressur“ seines Partners bezieht.

### Abgrenzungen
Tierrollenspiele, in denen das Annehmen der Rolle selbst Ziel und Motivation des Spielers ist, nennt man auch Zoomimik. Nicht zu den zoomimischen Spielarten gehören diejenigen Spielarten, bei denen das Machtgefüge zwischen den beteiligten Partnern als wesentlich empfunden wird. Für die Zoomimik ist eine möglichst vollständige Adaption an die Rolle wesentlich (beispielsweise Hufe, Fell oder Ohren), während dies bei Petplayern, für die dieses Rollenspiel und das Machtgefüge oder die im Spiel ausgelebte Demütigung das sexuelle Element bilden, nicht im selben Maße wesentlich für das Erlebnis der Tierrolle ist. Der Sexualforscher Magnus Hirschfeld hat beide Formen als „zoomimischen Masochismus“ beschrieben. Als Oberbegriff für diese Formen wird in der Literatur gelegentlich auch der Ausdruck Zoomorphie verwendet, der allgemein den Wunsch beschreibt, sich in ein Tier zu verwandeln oder sich wie eines zu verhalten.

## Rollenvorbilder im Petplay
Vorbilder für die Tierrolle sind im Allgemeinen domestizierte Tiere, die sogenannten Haus- und Nutztiere. Diese Tierrolle wird vom Bottom eingenommen und es wird versucht, die für das gespielte Tier typischen Verhaltensweisen zu imitieren. Auf der dominanten Seite steht als Gegenspieler der Mensch, dessen Rolle vom Top eingenommen wird. Rollenübergreifende Bezeichnung für den Top ist in diesem Fall Owner (engl. Besitzer), der Bottom wird als Pet bezeichnet. In den einzelnen Rollenspielen wird meist das passende Begriffspaar verwendet; zum Beispiel nennt man den Bottom im Ponyplay entsprechend Pony, den Owner eines Ponys Reiter. Es gibt jedoch auch Pet-Spielarten ohne signifikantes Machtgefälle, zum Beispiel bei Pet-Pet-Beziehungen oder wenn bei Pet-Owner-Beziehungen eine Art partnerschaftliche Haustierbeziehung besteht. Bestandteil vieler Petplay-Rollenspiele sind neben Dressur und sportlichen Aktivitäten die „Tierzucht“, Ent- und Besamung, die Kontrolle über Orgasmus, Selbstbefriedigung und alle übrigen sexuellen Aktivitäten des Pet durch den Owner. Beliebte Utensilien bei allen Varianten des Petplay sind deshalb Keuschheitsgürtel und Peniskäfig. Es ist durchaus möglich, dass innerhalb des Rollenspieles keine sexuellen Handlungen stattfinden, sondern das Spiel nur als anregend empfunden oder als Vorspiel ausgeübt wird.

### Pony/Pferd

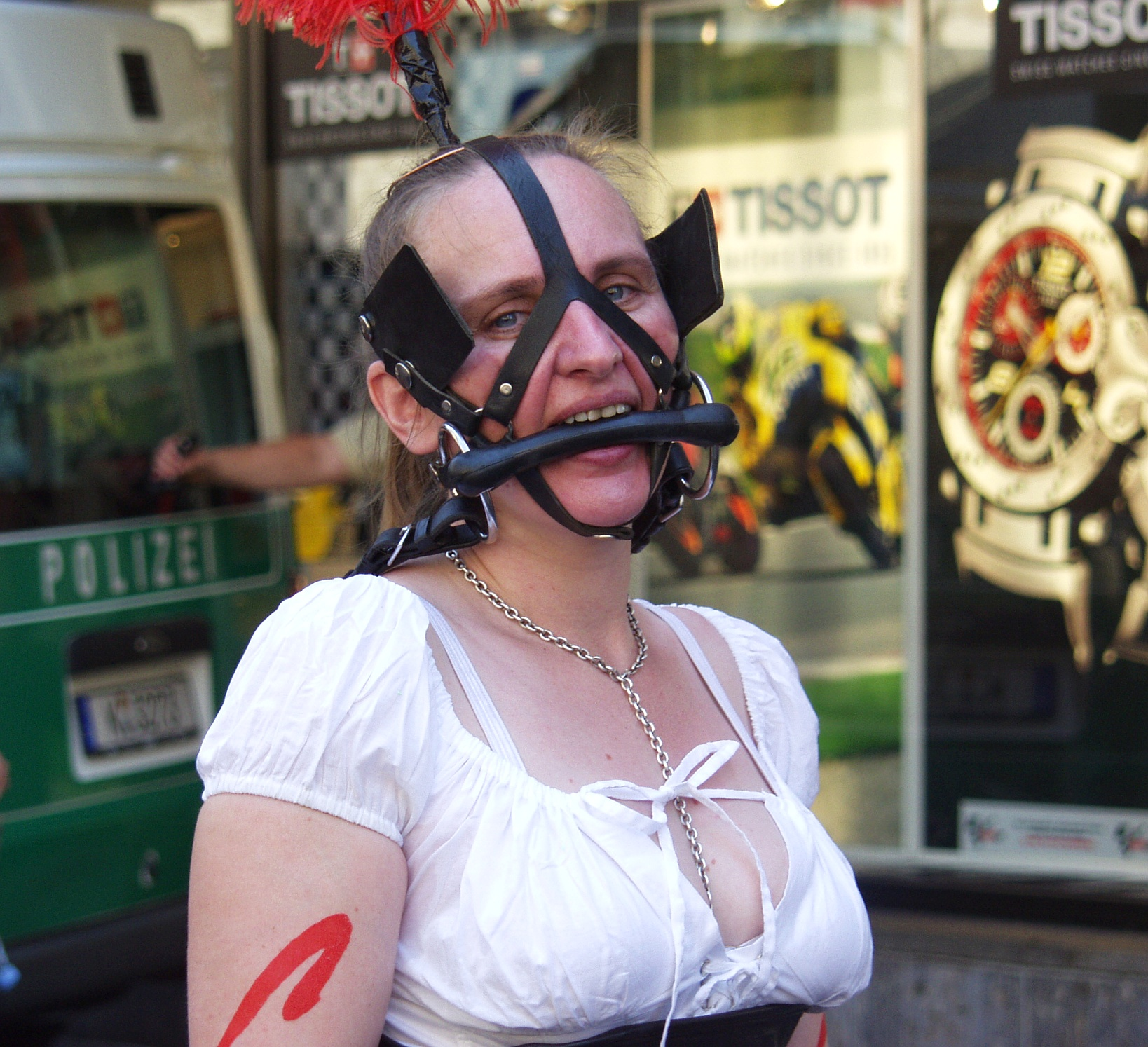
Ponygirl mit Kopf-Harness (Geschirr)

Das Ponyplay (Equus eroticus, Liebespferd) ist das in der BDSM-Szene wohl geläufigste Sinnbild für das Petplay und gehört auch außerhalb der Szene zu den bekanntesten Spielarten. Hierbei nimmt der Bottom die Rolle eines Pferdes oder eines Ponys ein. Unterschieden werden hier gelegentlich Dressurponys, Reittiere und Arbeitspferde (beast of burden), die jeweils ihrer Rolle entsprechende Aufgaben haben und von ihrem Besitzer (Trainer, Reiter) zur Erfüllung ihrer Aufgaben dressiert werden. Zum Teil werden sehr aufwendige Geschirre (Harness), Wagen (Sulky) und sonstige Arbeitsgeräte angefertigt und auch im Freien in meist vor der Öffentlichkeit geschützten Umgebungen benutzt. Typischerweise gehören hier Reitgerte, Peitsche und Bitgag (trensenartiger Knebel) zu den Sinnbildern für die Unterwerfung des Ponys unter den Willen seines Besitzers.

### Hund

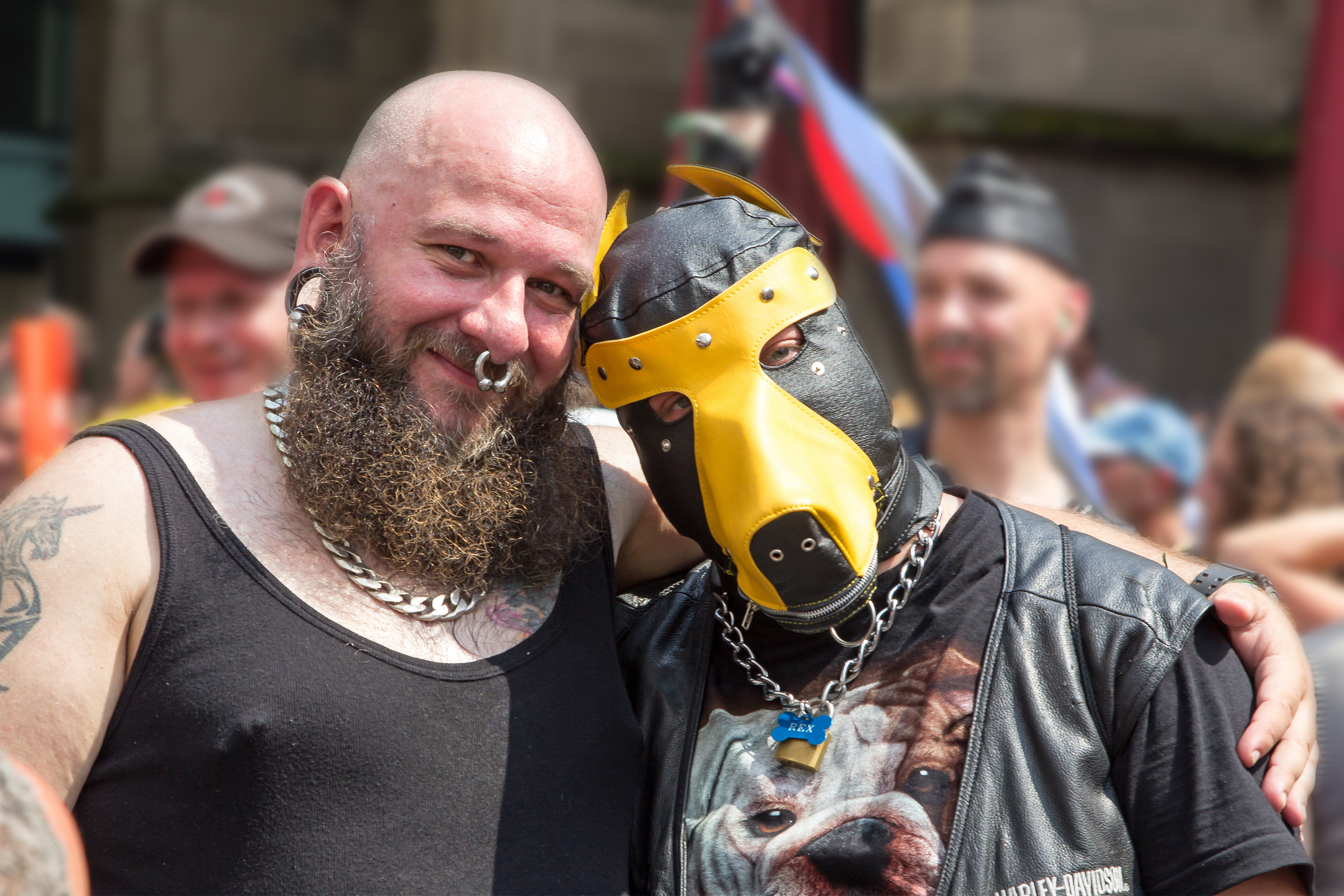
Paar mit Hundemaske und -marke, 2015

Im Dogplay (engl. Dog = Hund) werden typische Elemente der Hundehaltung und -erziehung nachgeahmt (Apportieren, an der Leine gehen, aus dem Napf fressen etc.). Diese Spielart ist einfach umzusetzen, da wenige und relativ preiswerte Utensilien genutzt werden. Einige sinnbildliche Elemente des Dogplays werden auch im nicht tierrollenbezogenen BDSM verwendet, das Tragen eines Halsbandes oder einer Leine kommt beispielsweise unabhängig vom Petplay in mehreren BDSM-Praktiken vor.
Ein wesentlicher Punkt des Dogplay ist die Treue des Doggys zu seinem Besitzer (Owner). Hat sich ein Besitzer für einen Doggy entschieden, folgt dieser seinem Besitzer bedingungslos so lange, bis er ihn wieder frei gibt. Für die Zeit des „Besitzes“ wird ein Dog zusätzlich zum Halsband mit einer Hundemarke (Doggy-Tag) versehen. Darauf sind die wesentlichen Punkte (Name des Dogs / Name des Besitzers und Zusatzinformationen) für das Dogplay vermerkt; es zeigt auch anderen Personen, dass dieser Dog bereits vergeben ist.

### Schwein/Kuh
Die beiden klassischen Vertreter der Nutztiere Schwein und Kuh kommen auch im Petplay vor. Beide Rollen werden entsprechend ihrer realen Nutzung für den Menschen spielerisch umgesetzt: Das Schwein wird gemästet, zur Zucht eingesetzt, in manchen Fällen auch zur gespielten Schlachtung geführt, während im Rollenspiel mit der Kuh eher die erotische Laktation im Vordergrund steht.

### Andere Tiere
Neben den gut dressierbaren oder nützlichen Haustieren kommen auch andere Haustiere im Petplay vor. Beispielsweise wird die Katze als Rollenvorbild häufiger erwähnt, wegen der ihr eigenen Selbstständigkeit und Unabhängigkeit vom Menschen ist diese Rolle innerhalb der Vorstellung von Dominanz und Unterwerfung insbesondere für den Top nicht ganz einfach umzusetzen. Es werden gelegentlich auch Ziegen und Schafe als Rolle erwähnt, aber auch jedes andere Tier ist denkbar. Gelegentlich werden in der erotischen Literatur Fantasien mit Wildtieren beschrieben, die aber dann meist gefangen und domestiziert werden, um die Interaktion mit dem dominanten Partner in seiner Rolle als Tierbesitzer zu ermöglichen.

## Kunst und Literatur
Petplay, insbesondere das Ponyplay, nimmt sowohl in der erotischen und fiktiven BDSM-Literatur als auch in der BDSM-bezogenen darstellenden Kunst einen bedeutenden Platz ein. Eines der frühesten bekannten Werke des erotischen Dogplays ist das 1733 von Cosmo Pierio Bohemo aus dem Polnischen übersetzte Buch Der wunderbare Hund. Noch früher ist die Beschreibung von Ponyplay-Praktiken in der Historia Augusta, wo diese als sexuelle Ausschweifungen des Kaisers Elagabal im dritten Jahrhundert beschrieben werden. Neuere Forschungen haben jedoch gezeigt, dass es sich hierbei eher um die literarisch umgesetzten Fantasien eines unbekannten Autors aus der Zeit um die Wende vom 4. zum 5. Jahrhundert handelt.
Die Batman-Comics von Bob Kane, die ab dem Jahre 1939 erschienen sind, stellen mit Catwoman und anderen Figuren Beispiele für die Zoomimik im Allgemeinen dar, wobei die Beziehung zwischen Batman und Catwoman immer auch einen sexuellen Anklang hat. Anne Rice hat sich unter dem Pseudonym Anne N. Roquelaure in den Geschichten The Sleeping Beauty Novels, insbesondere in Dornröschens Erlösung, literarisch mit dem Ponyplay beschäftigt. Insbesondere John Willie und Eric Kroll haben im Magazin Bizarre das Ponyplay über ihre Bilder an ein größeres Publikum verbreitet. Die Fantasiewelt des Pigplay verarbeitet Marie Darrieussecq in dem Buch Schweinerei.
Neben etlichen Comics und erotischen Fotografien haben sich vor allem Sardax, Eneg und Badia, Illustratoren aus der BDSM-Szene, zeichnerisch mit dem Petplay beschäftigt. Im japanischen Hentai wird die Fantasievorstellung der Zoomimik und der Anthropomorphologie auch auf Fabelwesen ausgedehnt, häufige Motive hierbei sind Wesen mit Tentakeln oder drachenähnliche Geschöpfe, während Zeichner wie Asaji Muroi sich eher mit der klassischen Variante des Dogplay auseinandersetzen.
Im deutschen Marterpfahlverlag gibt es zum Thema Ponyplay die Bücher Zucker und Peitsche für Barbara und Der letzte Schliff – das Internat in den Reben von Hans-Peter Lepper. Auch der 2012 bei Giadas Erotic Stories erschienene E-Book-Roman Bärenmädchen beschäftigt sich mit dem Thema Ponyplay.

## Petplay im TV, Film und sonstigen Medien
Einer der frühesten Filme, in dem das Thema Petplay auftaucht, ist Gwendoline (The Perils of Gwendoline in the Land of the Yik Yak). Der 1984 unter der Regie von Just Jaeckin gedrehte Film zeigt unter anderem ein Wagenrennen mit menschlichen Ponys in Ben Hur-Manier. Neben pornographischen Filmen beispielsweise aus der Reihe „Alex D.“ und weiteren Filmen aus dem BDSM-Genre wie zum Beispiel dem 1997 erschienenen Film Preaching to the Perverted oder dem Dokumentarfilm „Pup“ von Antonia Kao taucht Petplay auch in Mainstreamproduktionen auf.
In der Folge „Fühlt wie du“ aus der Krimiserie Kottan ermittelt wird Petplay angedeutet, wobei nicht konsensueller Sadismus eine wesentliche Rolle spielt; in der 1992 erschienenen Komödie Boomerang steuert Grace Jones einen römischen Streitwagen, der von sechs Ponyboys gezogen wird. 1992 erschien Tim Burtons Fortsetzung von Batman, Batmans Rückkehr, in dem Michelle Pfeiffer als Catwoman und Danny DeVito als Pinguin auftreten. Außerdem sind in den Musikvideos von Dr. Bombay („SOS, The Tiger Took My Family“) und den New Radicals („You get what you give“) Themen des Petplay verarbeitet. Im Film Secretary (2002) werden ebenfalls Szenen einer BDSM-Beziehung dargestellt, die Elemente des Petplays enthält.
Madonna nahm auf ihrer Confessions-Tour im Jahr 2006 Elemente des BDSM in ihre Bühnenshow auf, darunter auch als Ponyboys gekleidete Männer und Peitschen als Requisit.